# Ozegia Adi Obanseriqui
Ozegia Adi Obanseriqui ou Ozegya Adi Obanseriki foi um ozana/osana (rei) de Queana na segunda metade do século XVIII.

## Vida
Na década de 1750, quando já era ozana, Ozegia recrutou soldados tives do sul do rio Benué na tentativa de centralizar a confederação alagô centrada em Queana e assentou-os nas cercanias da cidade, talvez para proteção. Ele também recrutou agricultores tives para desenvolver a economia de seu Estado. Ele obteve sucesso nessa política, e tal sucesso pode ser explicado por concentrar a produção e distribuição de sal, o principal produto produzido pelos alagôs, enquanto a subsistência era suprida pelos tives. Como a produção de sal na região é essencialmente uma tarefa feminina, ele pôde influenciar a economia ao casar-se com muitas esposas que, junto de seus filhos, foram encorajadas ou coagidas a produzir e isso influenciou outras a fazerem o mesmo.
O Reino de Queana provavelmente formou-se após 1775 e entre 1781-1814 eclodiu a Guerra Civil de Queana. Quando Dunoma estava em Api com o acu (título), Ozegia foi até lá solicitar sua intervenção na resolução do conflito entre ele e certo Ainsse Oiegefu que aliou-o com alguns chefes de Queana e expulsou-o do país. O acu prontamente interveio, restaurou-o como ozana e prendeu Ainsse Oiegefu. Acu também solicitou que Dunoma escoltasse Ozegia para Queana. Os habitantes de Queana não ficaram contentes com seu retorno, mas nada fizeram pois retornou com fortes aliados. O filho de Ainsse Oiegefu, Ogboxi, tentou inúmeras vezes matar Ozegia, mas o rei, ciente do perigo, convocou Dunoma, que prendeu e matou Ogboxi. Isso permitiu que a paz fosse instaurada e como recompensa por sua ajuda, Ozegia concedeu a Dunoma o prestigioso título de "macama".